# واکر ولی (نیویورک)
واکر ولی (به انگلیسی: Walker Valley) یک منطقهٔ مسکونی در ایالات متحده آمریکا است که در شهرستان اولستر، نیویورک واقع شده‌است. واکر ولی ۵٫۴ کیلومتر مربع مساحت و ۸۵۳ نفر جمعیت دارد و ۲۰۲ متر بالاتر از سطح دریا واقع شده‌است.